# Yasemin Bradley
Yasemin Bradley (nacida como Özdemir) es una escritora, presentadora de televisión y médica turca especializada en nutrición y dietética.
Nacida como Yasemin Özdemir, se graduó de medicina en la Universidad Dokuz Eylül en Esmirna. Trabajó mucho tiempo como presentadora de noticias prime time en el canal de televisión Kanal D. Se mudó a Inglaterra y se estableció allí cuando se sintió conmovida por la destrucción del Terremoto de İzmit de 1999. En Londres, fue entrenada en gestión de producción de medios en la BBC Turkish. Se casó con el psicoterapeuta Anthony Bradley, quien la habría inspirado a seguir un estilo de vida saludable; por consejo de él, siguió estudios en nutrición y dietética en la escuela de terapia alternativa ITEC en Londres.
Özdemir Bradley tradujo dos libros del famoso presentador de radio y televisión estadounidense Larry King (1929-2012) al turco bajos los títulos Kiminle Ne Zaman, Nerede, Ne Zaman, Nasıl Konuşmalı (1996) y II. Dünya Savaşı Aşk Öyküleri (2002). Es coautora junto a su esposo de los libros de dieta Gelecek Yiyeceklerde (en español: El futuro está en la comida) en 2002 y Bradley Mutfağı (en español: La cocina de Bradley) en 2004. Editó las memorias de un oficial militar y lo publicó en 2002 bajo el título Parola: Harbiyeli Aldanmaz (en español: Contraseña: el Cadete no se deja engañar). En 2009, publicó una serie de tres libros sobre desarrollo infantil titulados Cemile Doğru Beslenmeyi Öğreniyor (en español Cemile aprende a comer saludablem),, Cemile Sağlıklı Yaşamayı Öğreniyor (en español Cemile aprende a vivir con salud) y Cemile Boyu Uzasın İstiyor (en español Cemile desea crecer alto).
En 2012, comenzó un programa de televisión titulado Dr. Yasemin Bradley ile Reçetesiz Hayat en el canal TRT Haber emitido todos los jueves por la noche.
Fue honrada con el premio Mejor presentadora femenina de noticias en televisión 1996 por la Asociación de periodistas de tabloides (en turco: Magazin Gazetecileri Derneği).

## Obras
- King, Larry (1996). Kiminle, Ne Zaman, Nerede, Nasıl Konuşmalı (Yasemin Özdemir Bradley, trad.) (en turco). İnkılâp Kitabevi. p. 192. ISBN 975-101-4069.
- King, Larry (8 de agosto de 2002). II. Dünya Savaşı Aşk Öyküleri (Yasemin Özdemir Bradley, trad.) (en turco). İnkılâp Kitabevi. p. 329. ISBN 975-101-879X.
- Özdemir Bradley, Yasemin & Anthony Bradley (22 de noviembre de 2002). Gelecek Yiyeceklerde (en turco). İnkılâp Kitabevi. p. 261. ISBN 975-101-9281.
- Özdemir Bradley, Yasemin & Anthony Bradley (28 de mayo de 2004). Bradley Mutfağı (en turco). İnkılâp Kitabevi. p. 184. ISBN 975-102-1537.
- Bradley, Yasemin (23 de diciembre de 2009). Cemile Doğru Beslenmeyi Öğreniyor (en turco). Kaknüs Yayınları. p. 24. ISBN 978-975-256-2776.
- Bradley, Yasemin (23 de diciembre de 2009). Cemile Sağlıklı Yaşamayı Öğreniyor (en turco). Kaknüs Yayınları. p. 24. ISBN 978-975-256-2790.
- Bradley, Yasemin (23 de diciembre de 2009). Cemile Boyu Uzasın İstiyor (en turco). Kaknüs Yayınları. p. 24. ISBN 978-975-256-2783.